# Cetera
La cetera o cetra era uno strumento musicale a corde pizzicate, appartenente alla famiglia dei liuti tipicamente usato nel Rinascimento.
Assomiglia al moderno bouzouki irlandese, molto popolare poiché più economico del liuto, robusto e facile da trasportare.
Questo strumento, il cui nome deriva dal latino cithara, è chiamato cister in tedesco, cittern in inglese, cistre in francese, cistro, cedra o citola in spagnolo.

## Struttura

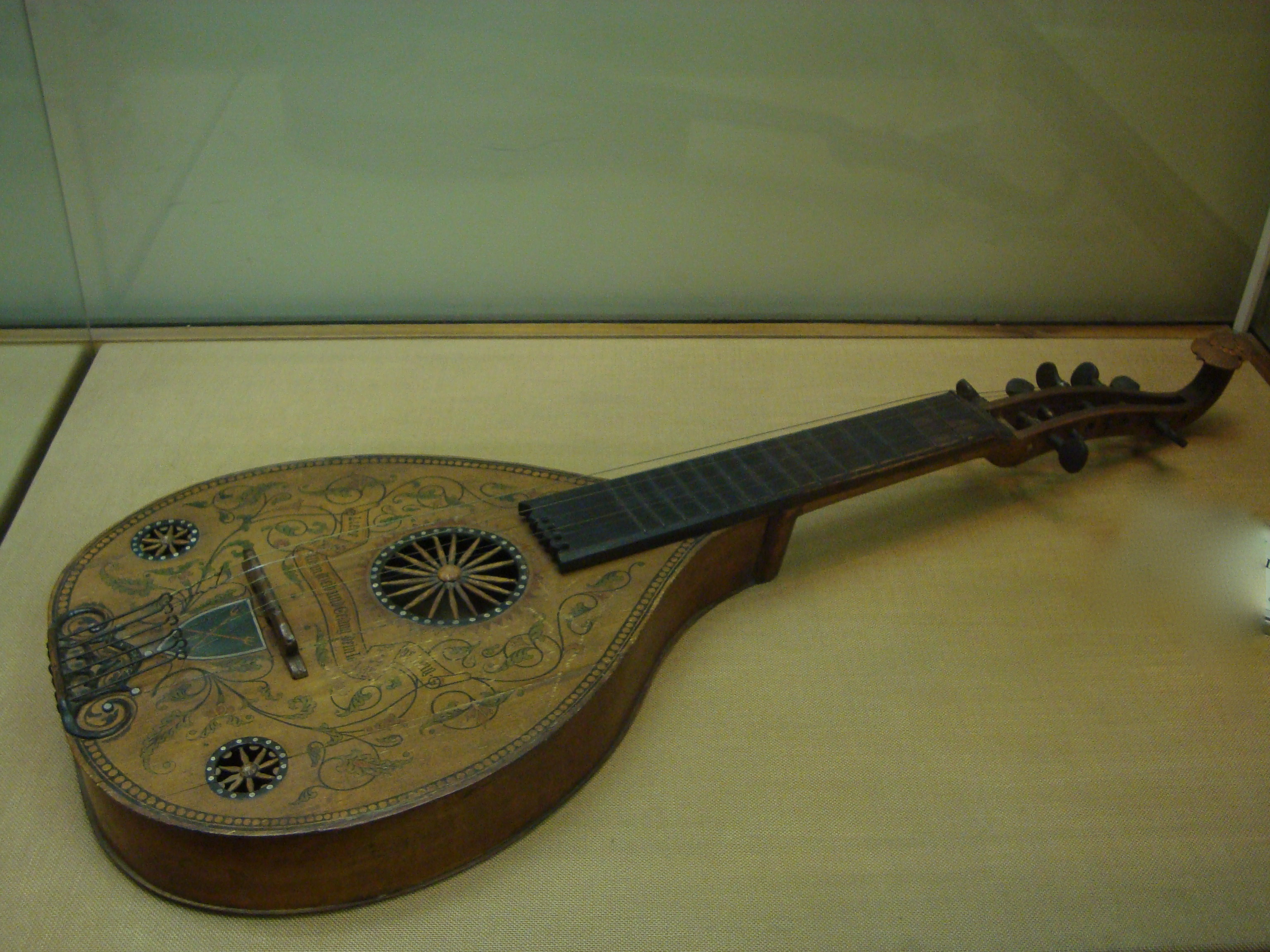
Cetra del XVIII secolo

La cetra rinascimentale era formata da una cassa armonica a fondo piatto e a forma di pera, con un manico lungo; le corde metalliche, solitamente doppie, potevano essere pizzicate sia con le dita che con un plettro. Sul manico è presente la tastiera con delle traversine con le divisioni dei tasti. L'accordatura delle dieci corde permette di suonare accordi in modo semplice.
Da questo strumento deriverà poi la chitarra come è conosciuta oggi.
La cetra era impiegata come strumento solista oppure in coppia con il liuto o in complessi strumentali di vario tipo. Ebbe grande successo e per questo motivo ne vennero prodotti di vari tipi che assunsero svariati nomi a seconda della loro tipologia: pandora, orpharion, arcicetra e penorcon.
La cetera di Corsica, come pure la chitarra portoghese, ne sono discendenti diretti.